# 埼玉県道160号川越北環状線

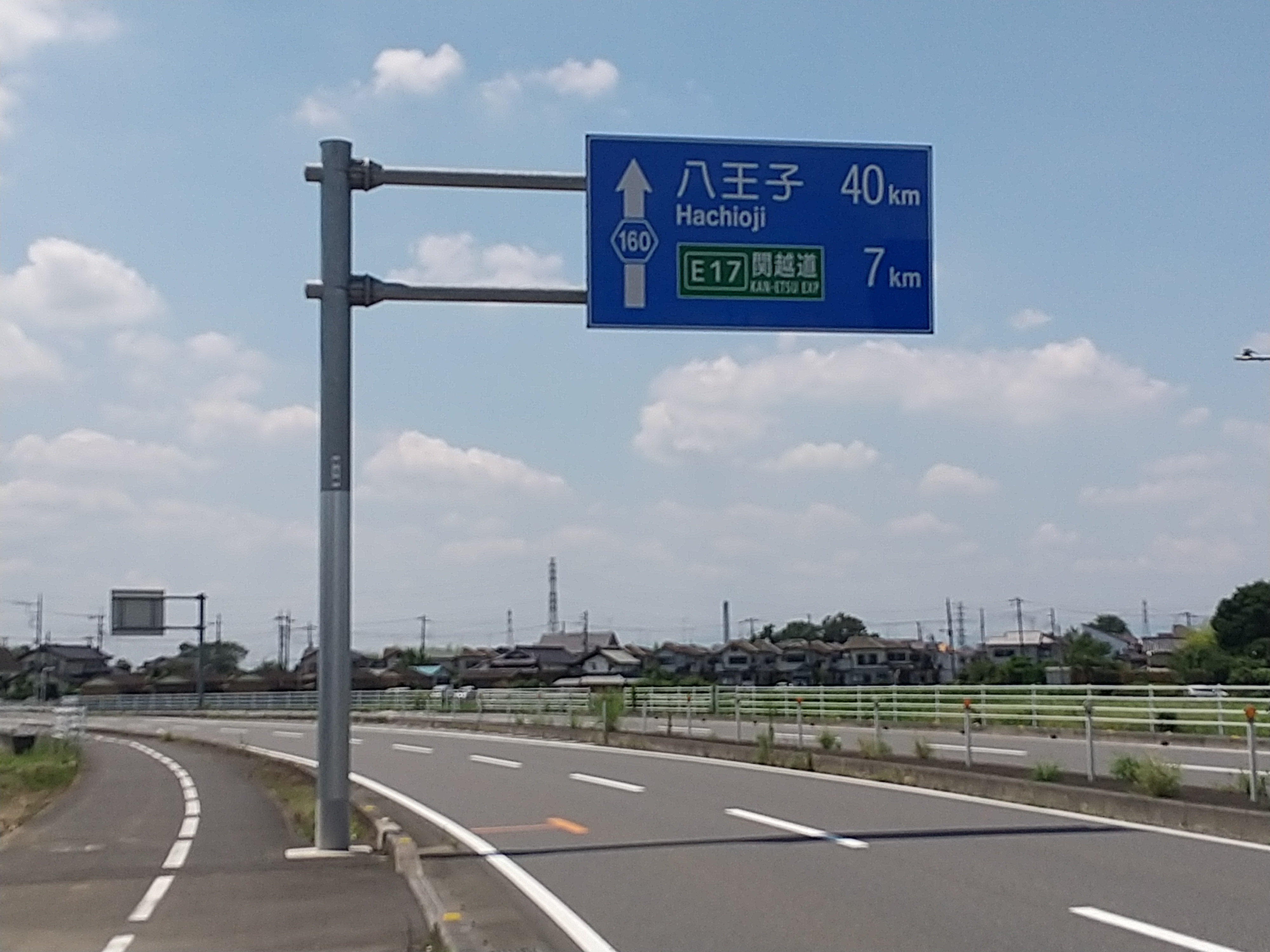
川越市福田付近

埼玉県道160号川越北環状線（さいたまけんどう160ごう かわごえきたかんじょうせん）は、埼玉県川越市脇田新町から同市今成を経由し、同市福田へ至る一般県道である。計画総延長5.5km。支線が存在する。

## 概要
都市計画道路として、建設省告示第651号により1962年（昭和37年）3月19日に当初決定、埼玉県告示第1335号により1989年（平成元年）10月17日に最終決定された。当初の予定では2010年に全線開通予定としていた。
川越市中心部を取り巻く環状道路計画のうち西半分に相当し、脇田新町で接続する国道16号と併せて半環状道路を構成する。また、国道254号を介して首都圏中央連絡自動車道（圏央道）川島インターチェンジへ至るアクセス道路としての機能もある。
1992年（平成4年）度から用地買収に着手し、1995年（平成7年）度から事業を進めてきた。2008年（平成20年）3月27日に、川越市道（星野学園中学校・星野高等学校脇）から埼玉県道256号片柳川越線までの区間、2009年（平成21年）5月14日に片柳川越線から国道254号に至る区間が4車線で開通した。
埼玉県道15号川越日高線（今成交差点） - 市道（今成2丁目交差点）までの区間は、JR川越線と東武東上線が存在し、整備方法として「高架化してまたぐ」「地下道」の選択で地元の意見が割れて着工が大幅に遅れていたが、地下水脈の豊富な地域であることや国庫補助の問題により結果的に高架化が選択された。高架部分は約620mであり、沿道住民が利用可能な側道を設ける計画である。立体交差部分の工法を巡って一部地権者の反対に遭い、買収が滞っている用地が一部存在していたが、確保した用地から順次着工・工事完了し、2019年3月24日に全線開通した。
小室交差点から脇田新町交差点までの区間も4車線化する計画がある。

## 起点・終点
- 起点：川越市福田 福田交差点（国道254号交点）
- 終点：川越市脇田新町 脇田新町交差点（国道16号交点）

## 支線
- 川越市小室 小室交差点（本線分離） - 川越市今成 今成交差点（埼玉県道15号川越日高線交点）

## 開通日
- 寺山交差点 - 福田交差点：2009年5月14日
- 今成2丁目交差点 - 今成交差点間：2019年3月24日

## 地理

### 交通規制
- 駐停車禁止（全区間）
- 最高速度40 km/h（福田交差点 - 小室交差点）
- 追い越しのための右側はみだし禁止（福田交差点 - 上野田町付近（名称なし交差点））

### 接続する道路
| 交差する道路                                     | 交差する道路              | 交差点名  | 車線数 | 最高速度 (km/h) | 所在地 | 所在地   |
| ------------------------------------------------ | ------------------------- | --------- | ------ | --------------- | ------ | -------- |
| 国道254号                                        | 国道254号                 | 福田      | 4      | 法定速度        | 川越市 | 福田     |
|                                                  | -                         | 平塚橋東  | 4      | 法定速度        | 川越市 | 寺山     |
| 埼玉県道256号片柳川越線                          |                           | 寺山      | 4      | 法定速度        | 川越市 | 寺山     |
| 埼玉県道39号川越坂戸毛呂山線                     |                           | 上寺山    | 4      | 法定速度        | 川越市 | 上寺山   |
|                                                  |                           | 今成2丁目 | 4      | 法定速度        | 川越市 | 今成     |
| 支線                                             | 支線                      | 小室      | 4      | 40              | 川越市 | 小室     |
| （水城公園通り）                                 | （水城公園通り）          |           | 2      | 40              | 川越市 | 上野田町 |
| 国道16号 入間・八王子方面                        | 国道16号 入間・八王子方面 | 脇田新町  | 2      | 40              | 川越市 | 脇田新町 |
| 国道16号（川越バイパス）さいたま・春日部・柏方面 |                           |           |        |                 |        |          |

### 沿線の主な施設
- 川越自動車学校
- 川越市立野田中学校
- 川越西郵便局
- 川越市立泉小学校
- 星野学園中学校・星野高等学校
- 寺山運動公園

## 交通量
| 交通調査地点         | 年度   | 昼間12時間自動車類交通量 | 昼間12時間自動車類交通量 | 昼間12時間自動車類交通量 | 24時間自動車類交通量 | 24時間自動車類交通量 | 24時間自動車類交通量 |
| 交通調査地点         | 年度   | 小型車                   | 大型車                   | 合計                     | 小型車               | 大型車               | 合計                 |
| -------------------- | ------ | ------------------------ | ------------------------ | ------------------------ | -------------------- | -------------------- | -------------------- |
| 川越市寺山405付近    | 2021年 | 7,021                    | 1,775                    | 8,796                    | 9,360                | 2,338                | 11,698               |
| 川越市上野田町20付近 | 2021年 | 5,713                    | 1,306                    | 7,019                    | 7,552                | 1,788                | 9,340                |

## ギャラリー

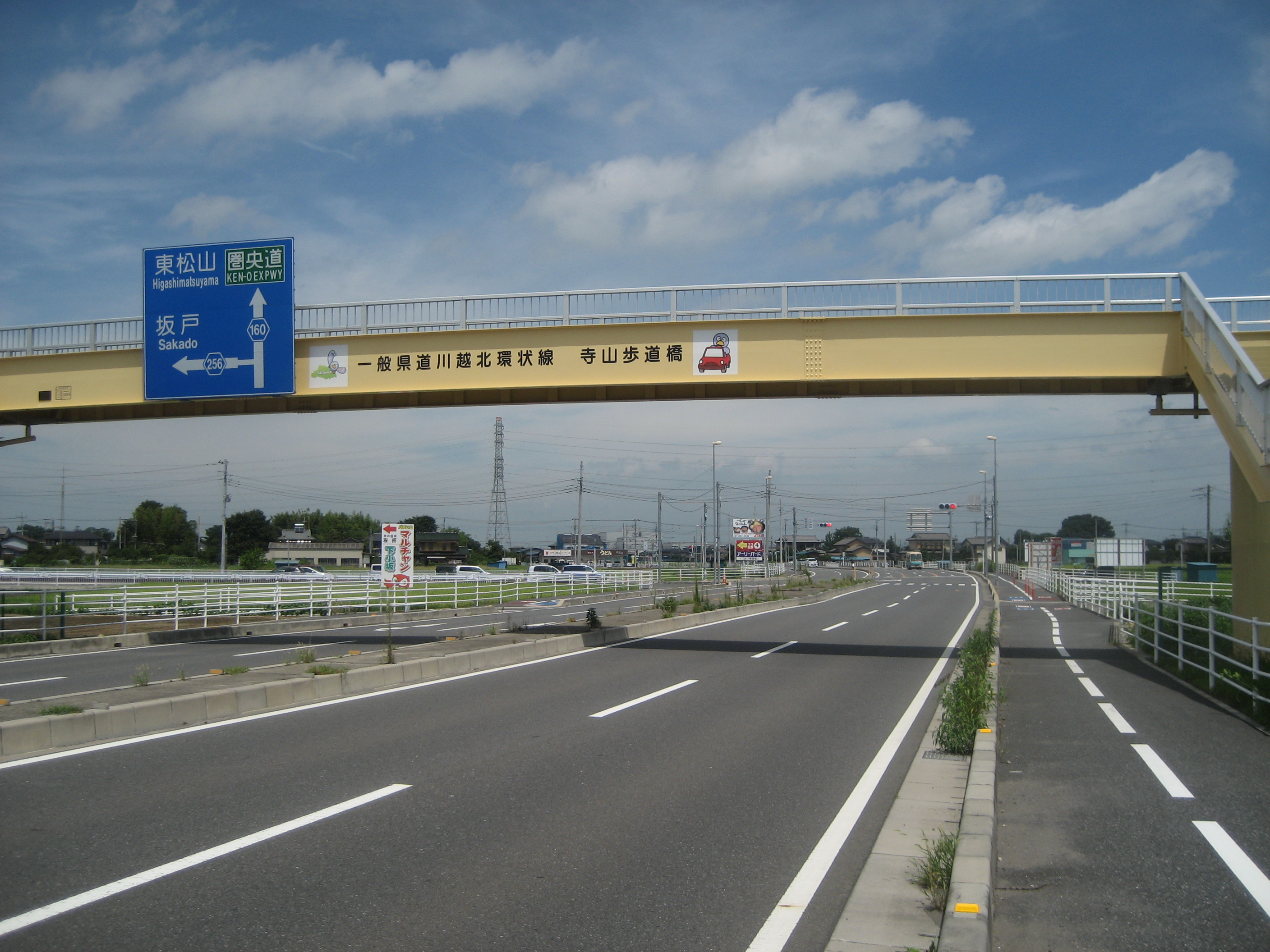
川越市寺山歩道橋付近
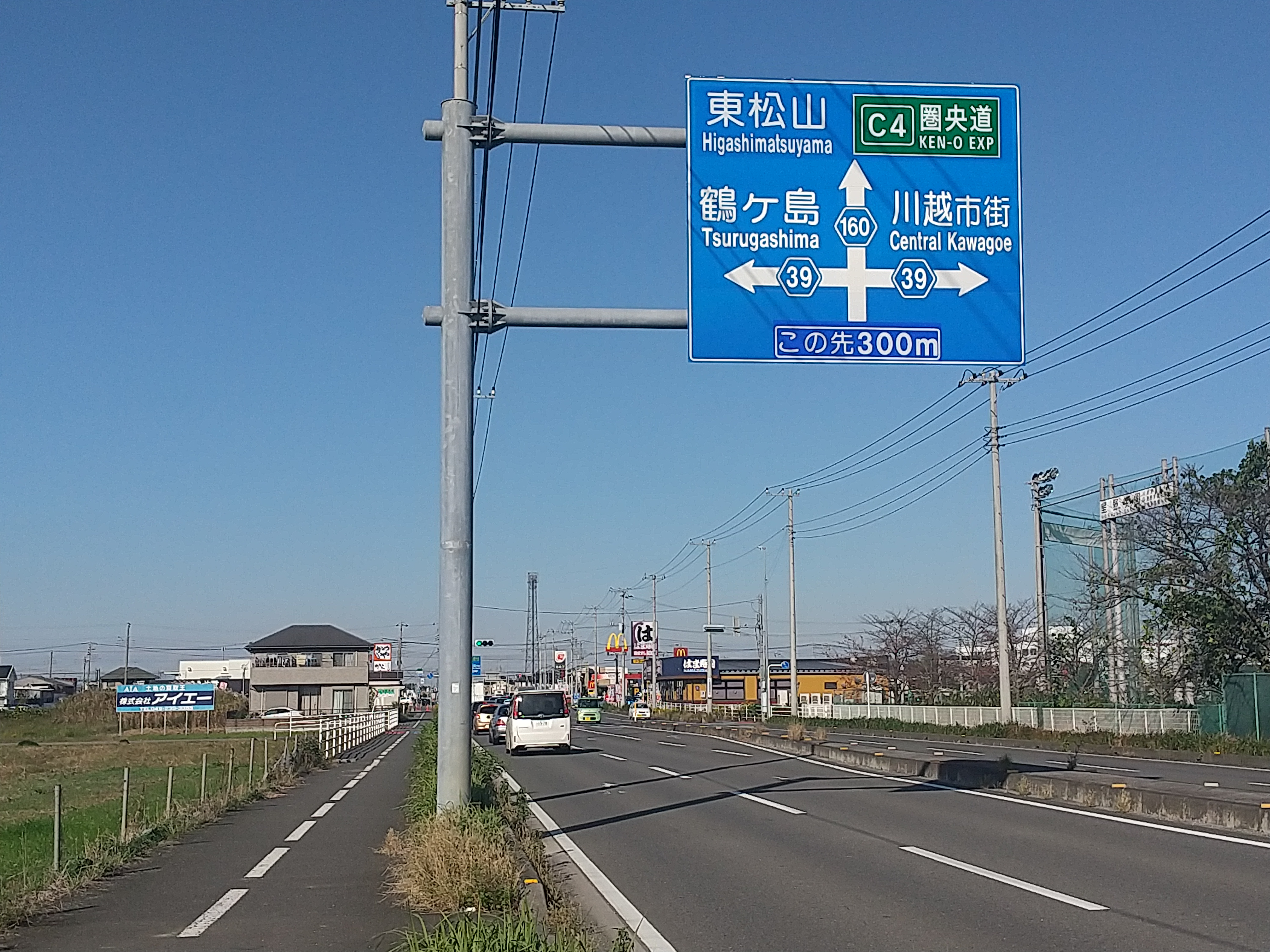
川越市上寺山付近
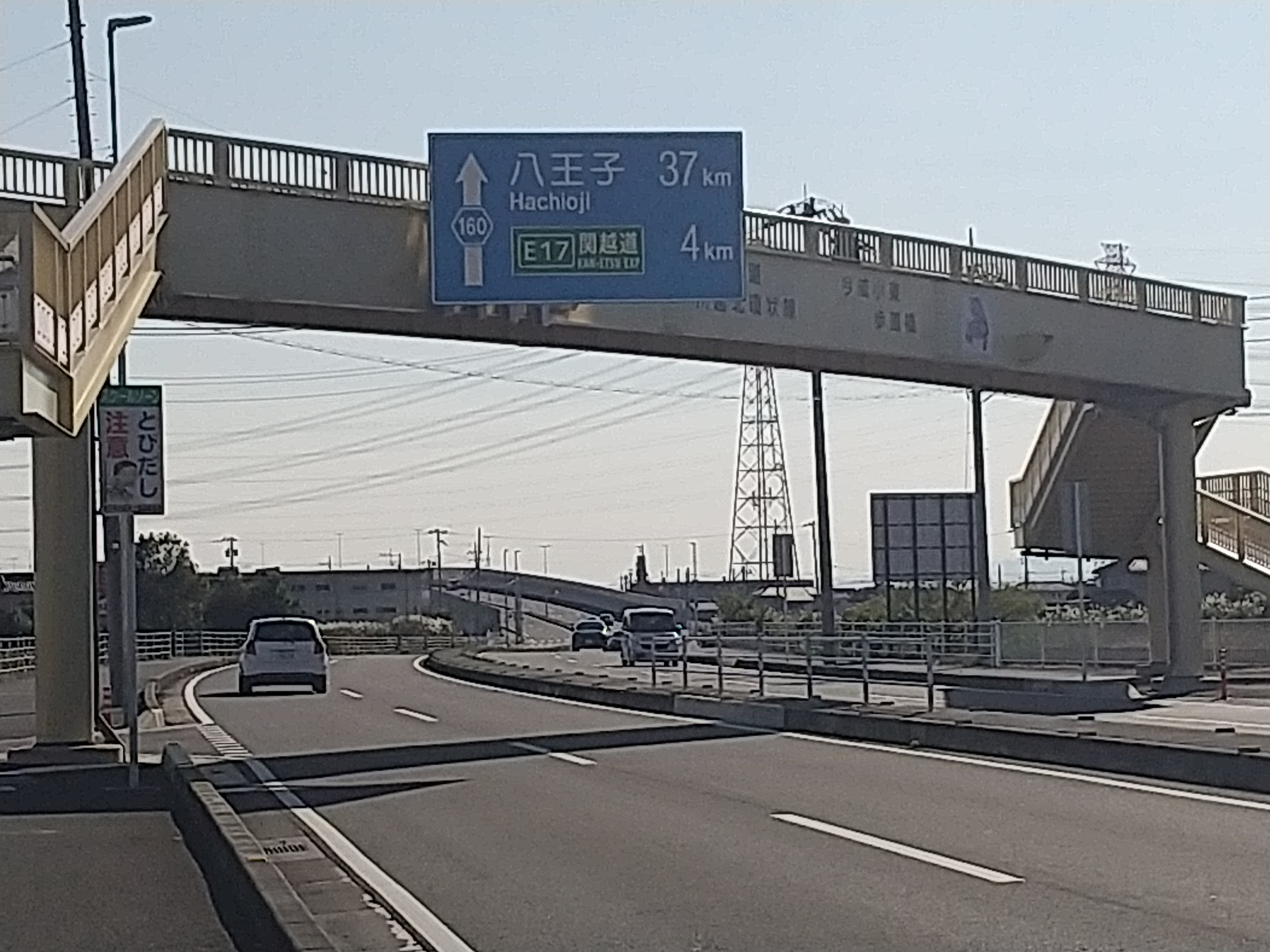
川越市今成付近
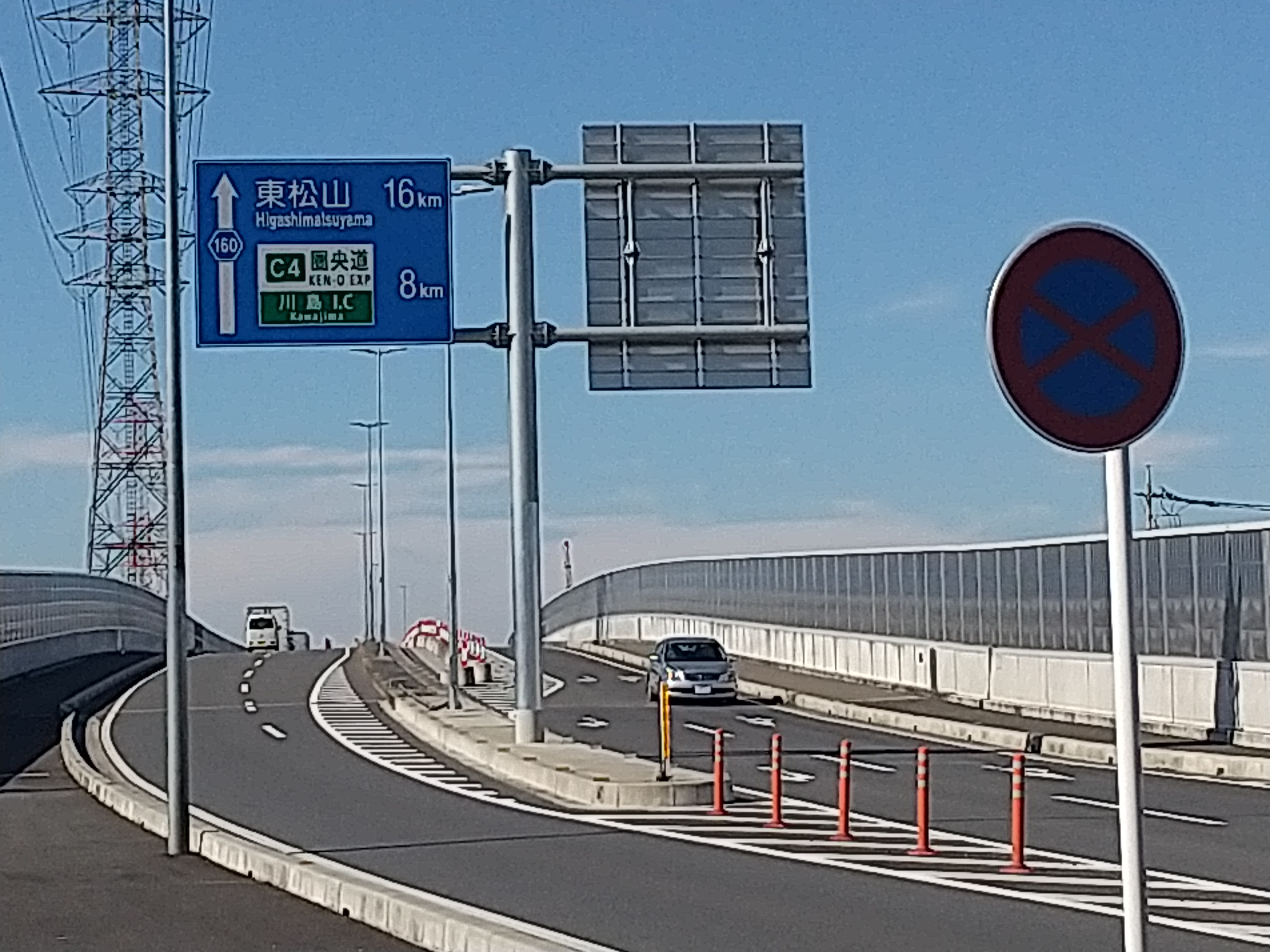
川越市小室付近